# Porwany przez Indian
Porwany przez Indian (org. Blauvogel) – western produkcji wschodnioniemiecko-rumuńskiej z 1979 roku w reż. Ulricha Weisa na podstawie powieści Anny Jürgen pt. Blauvogel. Wahlsohn der Irokesen.

## Fabuła
Rok 1755. Trawa wojna brytyjsko-francuska o kolonie w Ameryce Północnej. Angielski imigrant John Ruster wraz ze swoją rodziną zaczyna budować egzystencję na nowej ziemi. Jak sam twierdzi, w Anglii umarłby już z głodu, a w nowym kraju ma wszystko – chleb i wolność. Jego życie upływa na ciężkiej, mozolnej pracy – karczuje puszczę i wyrwa jej bezcenną ziemię.
Jego oczkiem w głowie jest ukochany syn – kilkuletni George. Pewnego dnia zostaje on jednak porwany przez sprzymierzonych z Francuzami Irokezów. Chłopiec zostaje przygarnięty przez indiańska rodzinę i otrzymuje nowe imię – „Wilk Górski”. Pomimo początkowych kilku prób ucieczki George szybko asymiluje się w nowym środowisku, zyskuje sobie nawet uznanie Indian dzięki swojej odwadze. Po kilku latach wyrasta na prawdziwego indiańskiego wojownika. Po siedmiu latach pobytu wśród Irokezów, gdy poza kolorem skóry niczym się już od nich nie różni, kończy się wojna i dochodzi do wymiany jeńców. „Wilk Górski” musi opuścić Irokezów i powrócić do swojej rodziny, życia wśród białych. Wszyscy witają go bardzo serdecznie – ojciec czekał na ukochanego syna, siostry podorastały i powychodziły za mąż. Jednak sam George nie potrafi się odnaleźć w nowym środowisku – jak sam mówi ojcu: „człowiek nigdy nie wchodzi dwa razy do tej samej rzeki” (gdy czyni to po raz drugi, rzeka jest już inna).

## Obsada
- Robin Jaeger – George jako dziecko
- Gabriel Oseciuc – George jako dorosły
- Jutta Hoffmann – Mildred Ruster
- Kurt Böwe – John Ruster
- Jan Spitzer – Andrew
- Ileana Mavrodineanu – „Słońce Zenitu”
- Gheorghe Patru – „Mały Niedźwiedź”
- Petrut Traian – „Siwowłosy”
- Gheorghe Haliu – „Chytry Lis”
- Niculina Ursaru – Malia jako dziecko
- Anca Szonyi – Malia jako dorosła
- Valentin Loghin – „Zadymiony Dzień”
- Alexandru Palton – posłaniec
- Gerd Nissler – Alfons
- Violeta Andrei – matka Alfonsa
- Vasile Popa – indiański porywacz
- Adrian Mihai – indiański porywacz
- Rasvan Vasilescu – „Czarny Sokół”
- Nicolae Peniuc – „Dziki Pies"

## O filmie
Film należał do nurtu „westernów enerdowskich” produkowanych przez wschodnioniemiecką wytwórnię filmową DEFA (DEFA-Indianerfilm) w latach 60-80 XX w. Był rozpowszechniany w krajach obozu socjalistycznego, najczęściej w wersji dubbingowanej. Wersje takie powstały m.in. w Polsce i ZSRR. Polska wersja dubbingowa została opracowana w lipcu 1980 roku w studio WFF w Łodzi w reżyserii Izabeli Falewicz. Głosów użyczyli m.in.: Eryk Szulia, Tomasz Stockinger, Jerzy Tkaczyk, Maria Ciesielska, Elżbieta Wojnowska, Eugeniusz Kamiński, Czesław Mroczek, Piotr Kapitaniak, Katarzyna Krajewska. W polskiej wersji indiańskie imię głównego bohatera – „Niebieski Ptak” – zostało zmienione na „Wilk Górski”, najprawdopodobniej aby uniknąć skojarzeń z negatywnym, polskim frazeologizmem.